# Bahnkraftwerk Mittelsteine
Das Bahnkraftwerk Mittelsteine war ein 1912–1914 im niederschlesischen Ort Mittelsteine (heute Ścinawka Średnia, Polen) errichtetes Wärmekraftwerk für die Erzeugung von Bahnstrom. Es versorgte von 1914 bis 1945 das schlesische Netz mit Einphasenwechselstrom von 15 kV mit einer Frequenz von 16 2⁄3 Hz.

## Geschichte
Das Kraftwerk Mittelsteine wurde mit minderwertiger Steinkohle aus dem Neuroder Revier betrieben, für die Kühlung der Turbinen wurde das Wasser der Steine genutzt. Es war das dritte Bahnkraftwerk im damaligen Deutschland (Pionierleistung). Das Kraftwerk hatte nach einem Ausbau Ende der 1920er Jahre eine elektrische Leistung von 32,4 MW, hiervon waren 24 MW Bahnstrom (aus fünf Bahnmaschinen). Die vom Kraftwerk Mittelsteine erzeugte Energie wurde über eine 80-kV-Bahnstromfernleitung (von 156 km Länge) mit zwei Systemen zum Unterwerk Niedersalzbrunn (1914 errichtet) und weiter zu den Unterwerken Ruhbank, Hirschberg (1921) und Lauban (1922) geleitet.
Von Kriegsende bis Juli 1945 wurde wieder Leistung für den Betrieb des schlesischen Netzes abgegeben. Ab Juli 1945 wurden die Kraftwerksanlagen von der sowjetischen Besatzungsmacht als Reparationsleistung abgebaut.
Ab 1948 begann der Wiederaufbau des Kraftwerks als Elektrownia Skałeczno. 1952 erfolgte der Aufbau der neuen Elektrownia Wrocław, zwei der demontierten alten Turbinengruppen aus Wrocław wurden nach Ścinawka Średnia umgesetzt. Um 1963 wurde das Kraftwerk stillgelegt.
In den 1960er Jahren erfolgte eine Wiederelektrifizierung durch die PKP mit Gleichspannung von 3 kV. Da die dafür benötigte Energie über Gleichrichterunterwerke aus dem öffentlichen Stromnetz bezogen wird, war eine Reaktivierung der Kraftwerksanlage nicht erforderlich.
1978 verlegte die Eisengießerei ZETKAMA ihre Produktionsstätte von Kłodzko in das frühere Kraftwerk in Ścinawka Średnia. Im Jahre 2001 wurde das Gelände durch die ZETKAMA zum Technologiepark umgestaltet. Der Gleisanschluss wurde mittlerweile rückgebaut.